# Koczanowicze (obwód brzeski)
Koczanowicze (biał. Качановічы; ros. Качановичи) – wieś na Białorusi, w obwodzie brzeskim, w rejonie pińskim, w sielsowiecie Kałaurowicze, nad Prypecią i przy granicy Rezerwatu Krajobrazowego Środkowa Prypeć.
W dwudziestoleciu międzywojennym leżały w Polsce, w województwie poleskim, w powiecie pińskim, w gminie Lemieszewicze. Po II wojnie światowej w granicach Związku Sowieckiego. Od 1991 w niepodległej Białorusi.